# Карпінський Олександр Олександрович
Олександр Олександрович Карпінський (нар. 17 серпня 1909, Київ — пом. 14 серпня 1996, Київ) — тренер з греко-римської боротьби. Майстер спорту (1941). Заслужений тренер України (1961). Суддя вищої категорії (1958). Батько Ю. Карпінського.

## Життєпис
Народився 17 серпня 1909 року у м. Києві.
Закінчив Київський інститут фізичної культури (1957), де відтоді й працював: 1969–83 — доцент кафедри боротьби та боксу.
Помер 14 серпня 1996 року у м. Києві у віці 86 років.
Наукові дослідження: теорія і тактика спортивної боротьби.

## Основні праці
- Тактична майстерність. М., 1959;
- Вільна боротьба: Підручник посібник для секцій колективів фізичної культури (для занять з початківцями). М., 1959 (співавт.);
- Класична боротьба. Київ, 1975;
- 100 занять з боротьби. Київ, 1979.